# Belippo cygniformis
Belippo cygniformis là một loài nhện trong họ Salticidae.
Loài này thuộc chi Belippo. Belippo cygniformis được Fred R. Wanless miêu tả năm 1978.